# Adriano Milani Comparetti
Adriano Milani Comparetti (Firenze, 4 febbraio 1920 – Firenze, 12 aprile 1986) è stato un medico italiano; neuropsichiatra infantile, fu pioniere della riabilitazione dei bambini disabili.

## Biografia
Durante la guerra agì come combattente nelle SAS, le squadre d´assalto del Partito d'Azione ma sarà attivo anche tra coloro che riattivarono Radio CORA dopo gli arresti di Piazza d´Azeglio del giugno 1944 e, ancora, dando ospitalità, nelle proprietà di famiglia, a ebrei e perseguitati politici.
Dopo la guerra si allontanò dalla vita politica e decise di fare il medico pediatra, per aiutare i bambini in particolare quelli che a quel tempo venivano chiamati spastici e anche le loro famiglie, cui non venivano riconosciuti aiuti di alcun tipo.
Per iniziativa della Croce Rossa Comitato di Firenze, diresse il Centro Educazione Motoria "Anna Torrigiani" dalla seconda metà degli anni cinquanta fino al 1986. A lui si deve l’intuizione della necessità di una "medicina riabilitativa e interdisciplinare”, in altre parole inventò l’équipe per la riabilitazione dei bambini disabili. 
Fu pioniere nella riabilitazione neuropsichiatrica infantile. Fu uno specialista di medicina della riabilitazione, ripensò la riabilitazione nel campo infantile. Si batté a lungo per l'inserimento nella società dei disabili: in particolare sosteneva che i bambini invalidi dovevano essere aiutati a studiare, lavorare, crescere, ed inserirsi nella società. Era il fratello maggiore di Don Lorenzo Milani, suo figlio Andrea Milani Comparetti è stato un matematico ed astronomo, uno dei suoi nonni fu Luigi Adriano Milani, numismatico e filologo.